# Прва влада Милутина Гарашанина
Прва влада Милутина Гарашанина је била на власти од 7. фебруара 1884. до 2. маја 1885. (по старом календару).

## Историја
Након гушења Тимочке буне, у Србији је наступила двогодишња Миланова апсолутистичка владавина, и поред постојања уставног поретка. Јануара 1884. године одржани су скупштински избори на којима је влада добила већину без икаквог отпора опозиције. Изабрано је свега тридесетак опозиционих посланика који су морали да ћуте. Христић није хтео да дели власт са Скупштином. У сукобу владе и Скупштине краљ је стао на страну Скупштине те је Христић фебруара 1884. године смењен. Састављена је нова напредњачка влада којој се на челу сада нашао Милутин Гарашанин (који је обављао и функцију министра спољних послова, док је ресор унутрашњих послова припао Стојану Новаковићу).
Нова влада је маја 1884. године кроз Народну скупштину (у Нишу) спровела неколико закона. Пооштрен је Закон о штампи, којом су повећане казне за штампарске кривце, а полиција добила овлашћење да забрањује новине због непокорности властима . Законом о општинама ограничена је општинска самоуправа. Уведен је строги надзор над општинама. Функција председника општине постала је плаћена. Државна власт имала је право да смени општинске органе власти. Слободан Јовановић оценио је овај закон као најконзервативнији Закон о општинама у Србији тог времена који је увео полицијско туторство какво је постојало током кнез-Михаилове владавине. Законом о жандармерији укинута је коњичка жандармерија (сејмени), а уведена је стална и добро плаћена пешадијска. Законом о удружењима и зборовима политичким странкама забрањено је отварање филијала и пододбора. Одржавање зборова на јавним местима је овим законом забрањено. Власт је преко својих изасланика имала право да присуствује зборовима. Власт је, такође, могла да распусти сваки збор кога је сматрала опасним. Збор се није смео одржавати на месту где се треба одржати Народна скупштина у претходних пет дана (20 km около).

## Чланови владе
| Функција                                                  | Слика             | Име и презиме        | Детаљи                       |
| --------------------------------------------------------- | ----------------- | -------------------- | ---------------------------- |
| Председник министарског савета и министар иностраних дела |                   | Милутин Гарашанин    |                              |
| Министар унутрашњих дела                                  |                   | Стојан Новаковић     |                              |
| Министар правде                                           |                   | Димитрије Маринковић |                              |
| Министар финансија                                        |                   | Ђорђе М. Павловић    |                              |
| Министар финансија                                        |                   | Милутин Гарашанин    | заступник, од 9/21.10. 1884. |
| Министар просвете и црквених дела                         |                   | Димитрије Маринковић | заступник, до 9/21.10.1884.  |
| Министар просвете и црквених дела                         | Стеван Д. Поповић |                      |                              |
| Министар војни                                            |                   | Јован Петровић       |                              |
| Министар грађевина                                        |                   | Јеврем П. Гудовић    |                              |
| Министар народне привреде                                 |                   | Јеврем П. Гудовић    | заступник, до 9/21.10. 1884. |
| Министар народне привреде                                 | Драгомир Рајовић  |                      |                              |